# Ciudad Universitaria de Concepción
La Ciudad Universitaria de Concepción es el campus de la Universidad de Concepción, insertado en el Barrio Universitario de la ciudad de Concepción, Chile.
Su construcción fue impulsada por Enrique Molina Garmendia, el primer rector de la Universidad, luego de visitar la Universidad de California, Berkeley, en Estados Unidos. El campus está abierto al público en general, y debido a sus múltiples áreas verdes y sus atracciones culturales, constituye uno de los principales focos turísticos de la zona.
Desde agosto de 2016, todo el sector del campus entre el Arco Universidad de Concepción y la Biblioteca Central fue declarado Monumento Nacional.

## Historia

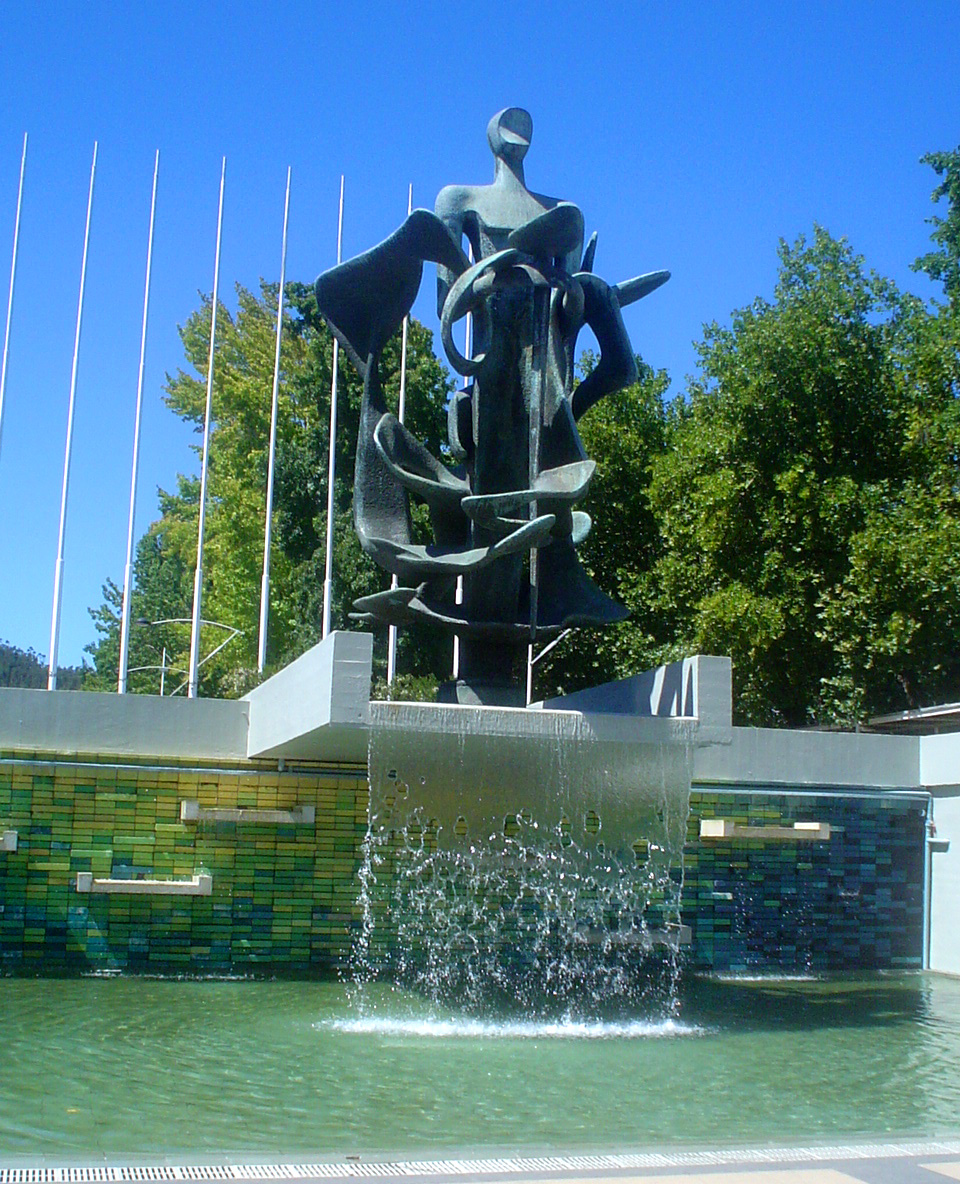
Escultura Homenaje al espíritu de los fundadores de la Universidad de Concepción, en el foro del campus.

El 14 de mayo de 1919 por Decreto N.º 1038 se creó oficialmente la Universidad de Concepción y en abril de 1924 se iniciaron las actividades de la Escuela de Medicina en la Facultad de Ciencias. Las primeras carreras que se impartieron fueron Historia, Dentística (Odontología) y Química, agregándose el curso de Leyes que de dictaba anteriormente en el Liceo de Hombres de Concepción, que después daría origen a la Facultad de Ciencias Jurídicas y Sociales, una de las más prestigiosas de Chile.
A finales de 1926 se crea la Facultad de Medicina, producto de la reorganización que sufre la anterior Facultad de Ciencias.

Bandera de la Universidad.

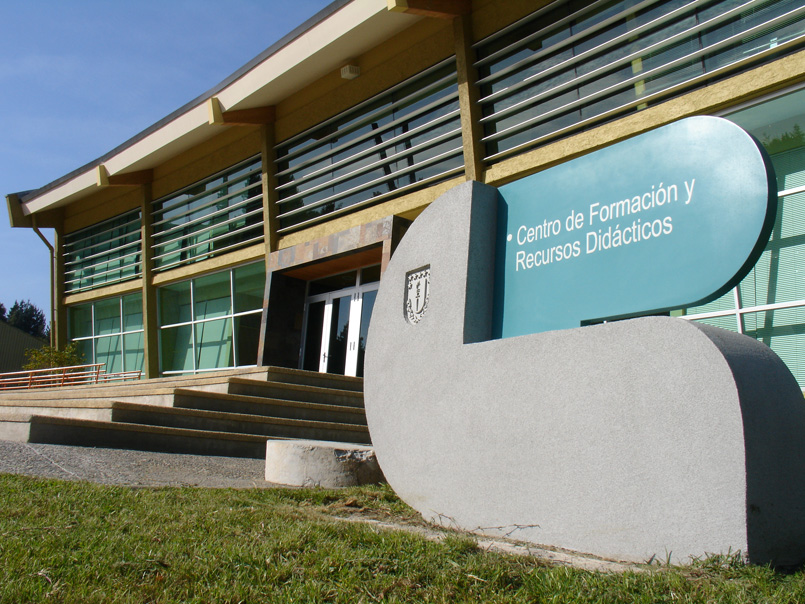
Centro de Formación de Recursos Didácticos (CFRD) de la Universidad de Concepción, en la Ciudad Universitaria de Concepción.

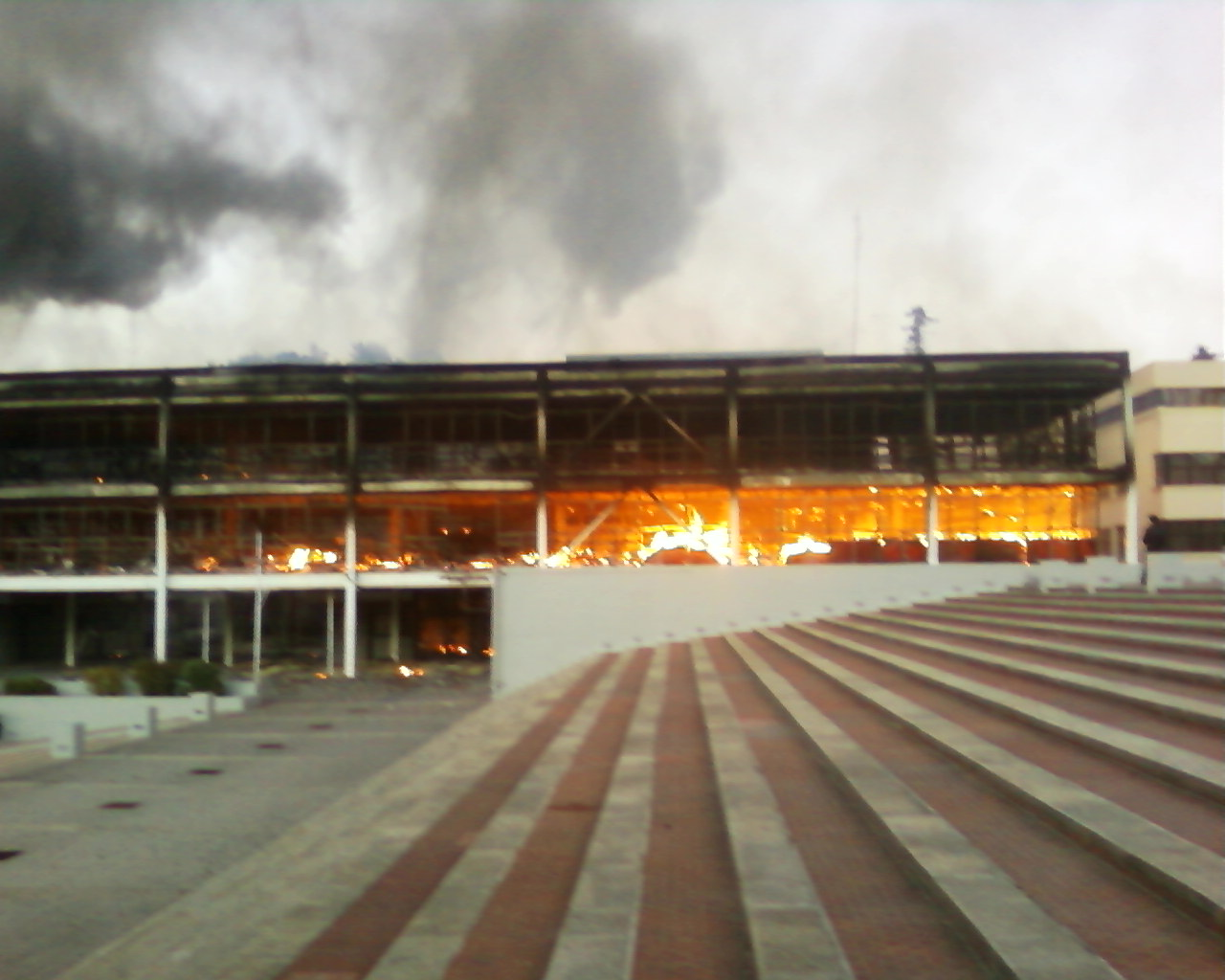
Facultad de Ciencias Químicas incendiada debido al terremoto de 2010.

La Escuela Universitaria de Enfermería de Concepción inició sus primeros pasos en agosto de 1947. La Junta Central de Beneficencia, a iniciativa del Dr. Ignacio González Ginouvés, trazó las bases de su creación. Concepción fue la ciudad escogida como sede de la nueva Escuela de Enfermeras por ser un centro docente de primera magnitud, de prestigio nacional e internacional, y capital industrial y económica de la zona sur del país. En 1953, en tanto, inicia sus actividades la primera escuela de Periodismo de Chile, creada en la UdeC, la que vería interrumpidas sus actividades en 1973, producto del golpe de Estado, las que se reiniciaron en 1989.
En el año 1958 se aprueba la reestructuración académica administrativa de las Facultades, propuesta por el experto Rudolph P. Atcon de la Junta de Asistencia Técnica en Docencia de las Naciones Unidas. Las Facultades quedan estructuradas en Departamentos y entre ellos, el Departamento de Medicina.
En octubre de 1966 se crea la Escuela de Obstetricia de la Universidad de Concepción, iniciando sus funciones la carrera en abril de 1967, siendo dos los aspectos relevantes en la formación de las nuevas profesionales: el cuidado de la madre y del recién nacido y la labor de Educación Sanitaria.
Entre los años 1970 y 1973 se crearon nuevas carreras como Kinesiología y Tecnología Médica.
La Facultad actualmente cuenta con 11 Departamentos dedicados a la especialización del área: Cirugía, Enfermería, Obstetricia y Ginecología, Obstetricia y Puericultura, Medicina Interna, Anatomía Normal y Medicina Legal, Psiquiatría y Salud Mental, Pediatría, Salud Pública, Educación Médica y Especialidades.
La naciente Escuela de Medicina, dependiente de la Facultad de Ciencias, debió enfrentar en sus inicios severas restricciones de medios materiales. Prueba de ello es que tuvo como primera sede las instalaciones de la Escuela de Farmacia y que las clases de Anatomía y disección de cadáveres se realizaban en un pequeño pabellón en el Barrio La Toma junto al antiguo Hospital San Juan de Dios que servía para Anatomía de la Escuela Dental.
Este “pabellón” fue ampliado para los trabajos de disección del primer año de Anatomía y fue bautizado por el Dr. Enrique González Pastor como “Pabellón Veneciano” porque con el invierno quedaba totalmente rodeado de agua y al profesor, a su ayudante el Dr. Enrique Solervicens y a los alumnos, había que rescatarlos en coches tirados por caballos.
En 1927 la Escuela de Medicina se separa de la Facultad de Ciencias creándose la Facultad de Medicina eligiéndose como Decano al Dr. Alejandro Lipschutz, de origen europeo, como muchos de los primeros profesores de la joven Facultad de Medicina.
Los años siguientes fueron de continuo desarrollo y progreso para el quehacer académico de la Facultad, siendo dirigida entre 1928 y 1947 por los Decanos Alcibíades Santa Cruz, Tomar Wilhelm y Enrique Solervicens.
Una expresión simbólica de la consolidación interna de la Facultad de Medicina fue la aprobación de la construcción de un edificio, lo que se materializa en una hermosa obra, verdadero ícono de la Universidad de Concepción y de la ciudad, el Arco de Medicina, hoy Arco Universidad de Concepción.
En febrero de 2010, un terremoto dejó serias secuelas en la Universidad. De éstas, la más severa fue el incendio en la Facultad de Química, debida a la combustión de sustancias químicas almacenadas en sus laboratorios. El edificio ha sido reconstruido a un costo de casi cinco millones de dólares, con aportes de la misma universidad, el gobierno de Chile y donaciones extranjeras.

## Casa del arte y alrededores

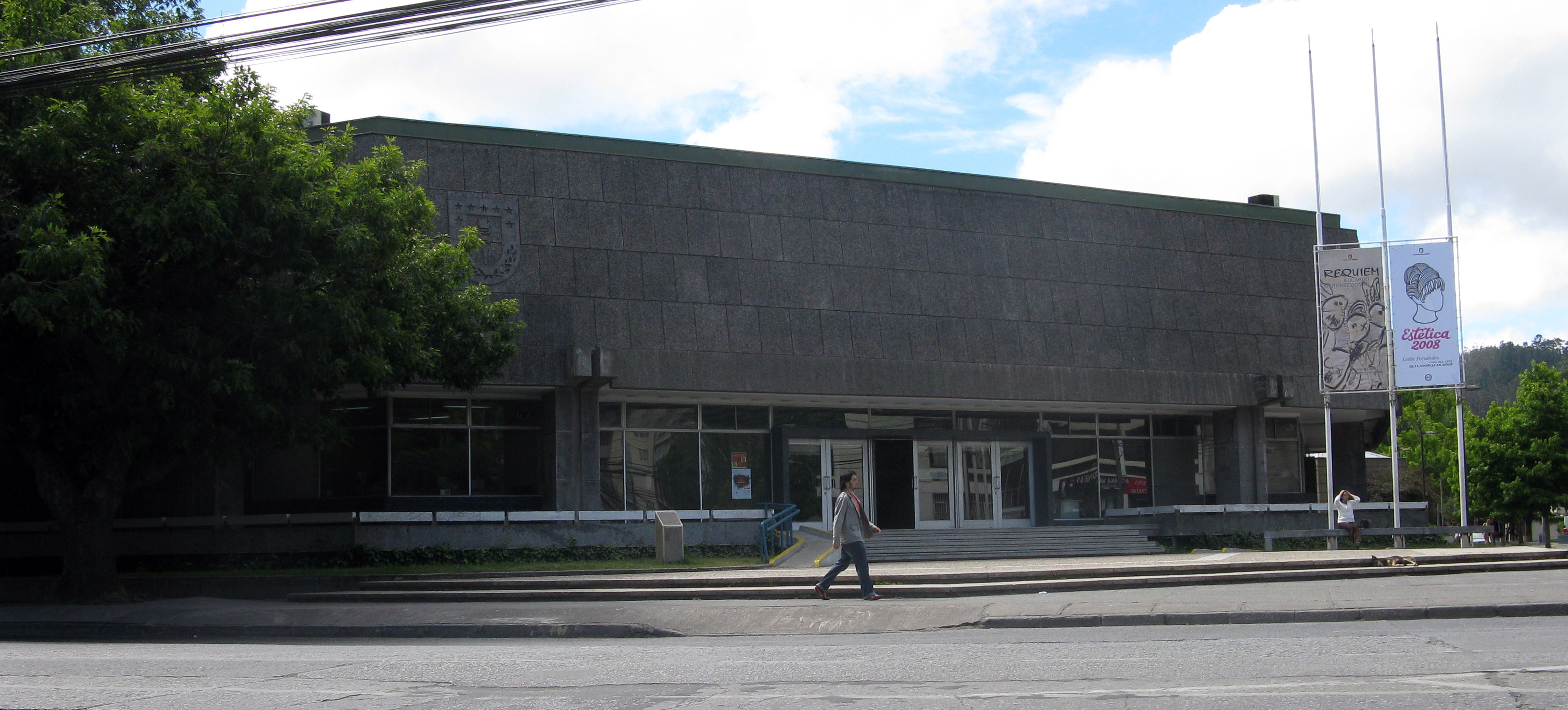
Frontis de la Casa del Arte.

En la Casa del Arte o Pinacoteca se exhiben una gran cantidad de obras artísticas, incluyéndose en ellas pinturas, esculturas y diversas exposiciones de connotados artistas locales y extranjeros. Además se llevan a cabo distintas conferencias y eventos universitarios y sociales.
El museo posee la colección más completa de pintura chilena existente, totalizando más de 2000 obras. En el hall de acceso a la Casa del Arte se encuentra uno de los murales más famosos de Sudamérica, Presencia de América Latina, de Jorge González Camarena, que recibe aproximadamente 75 000 visitas al año.
El edificio pertenece a la Facultad de Humanidades y Artes de la Universidad, emplazándose en parte del edificio las oficinas de la Dirección de Extensión y el Departamento de Artes Plásticas.

## Arco Universidad de Concepción

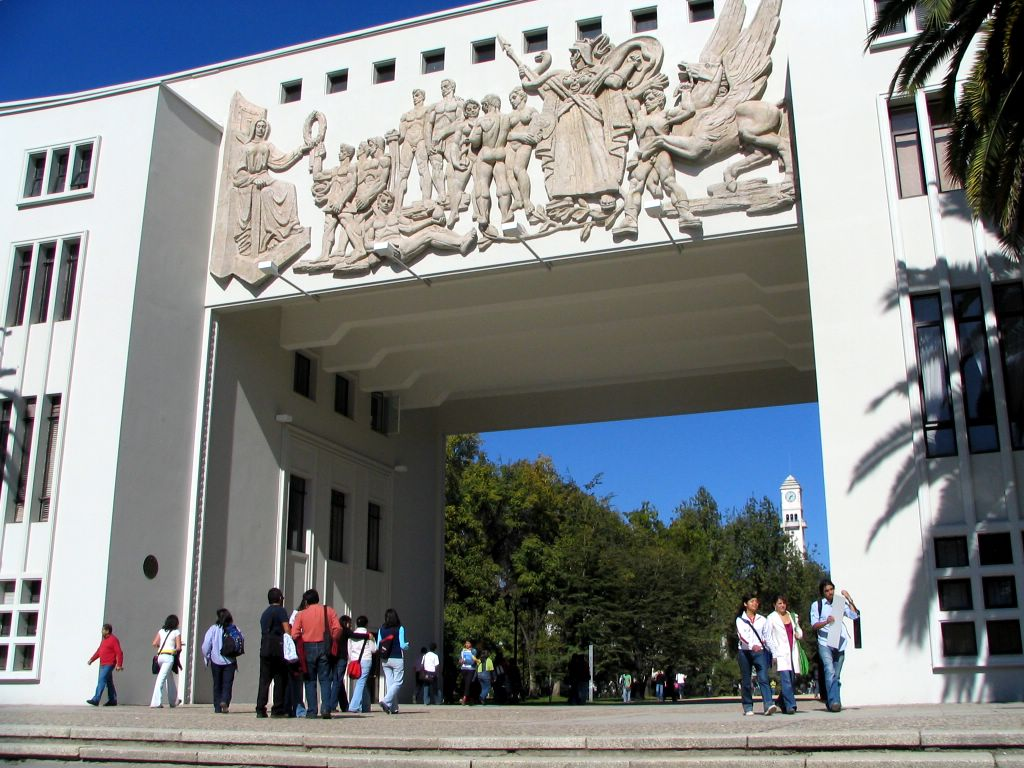
El Arco es la bienvenida a la Ciudad Universitaria. Al fondo se aprecia el campanil.

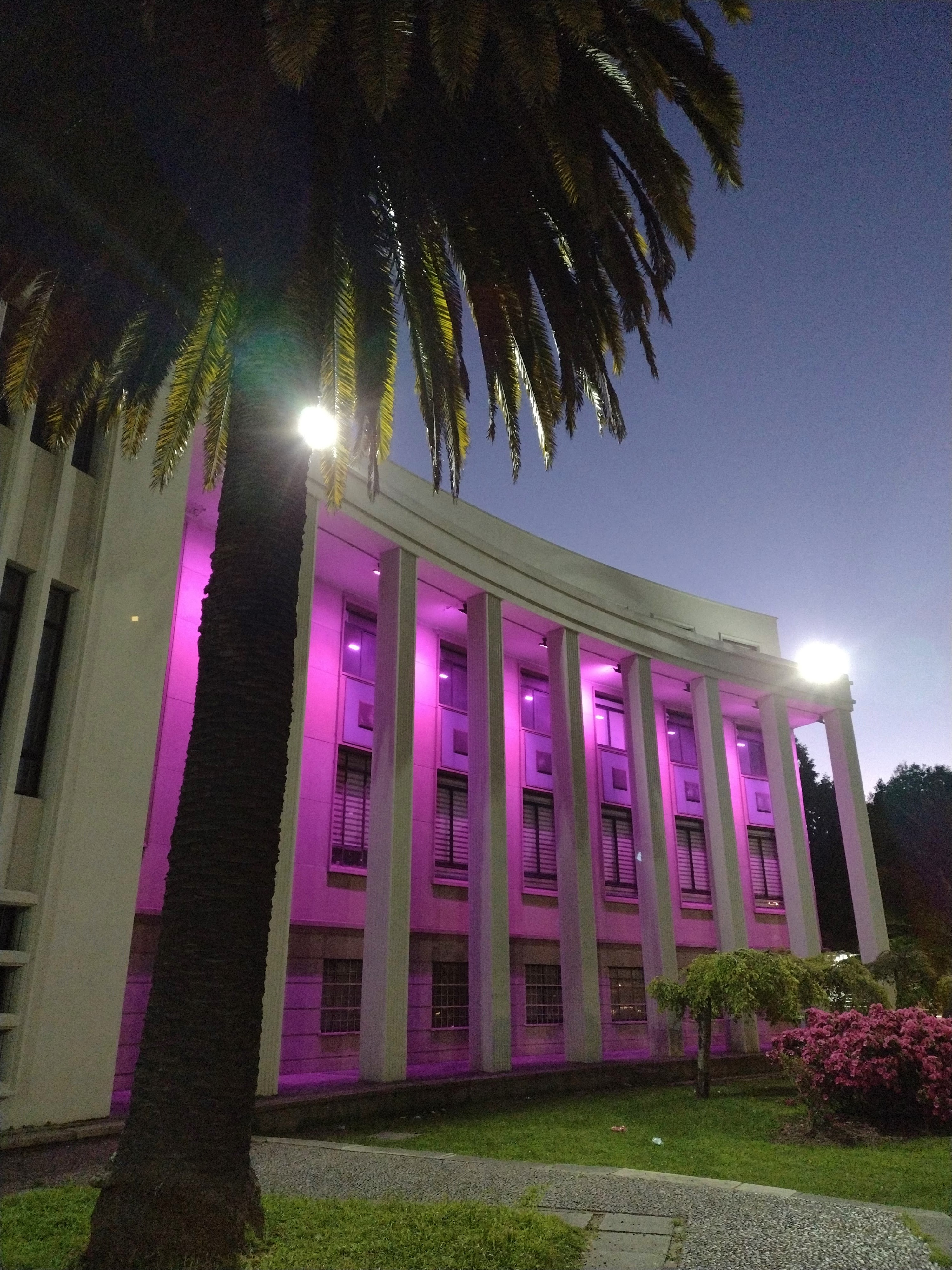
Arco de medicina con las luces prendidas al atardecer

Esta histórica construcción, considerada un hito urbano de Concepción y antiguamente llamada "Arco de Medicina", debido a que en ella se ubicaba la Facultad de Medicina de la universidad, actualmente alberga a la Facultad de Ciencias Biológicas, donde se imparte la carrera de Bioingeniería junto a numerosos programas de postgrado y magíster. En su interior actualmente se encuentran aulas de clases, auditorios, laboratorios, biblioteca y algunos departamentos de dicha facultad.
Su imponente diseño representa la entrada al Barrio Universitario. La imagen en relieve de la parte superior es una obra artística realizada por el escultor Ormezzano.

## Parques y plazas
Los parques de la Ciudad Universitaria son especialmente bien cuidados y hermosos. Es una gran espectáculo visitarlos en primavera, cuando florecen distintos tipos de flores, principalmente hortensias y rododendros, enmarcados entre antiguos árboles que llegan a tener incluso cientos de años de vida.
El campus contiene numerosas esculturas, incluyendo réplicas de los artistas Rebeca Matte y Nicanor Plaza.

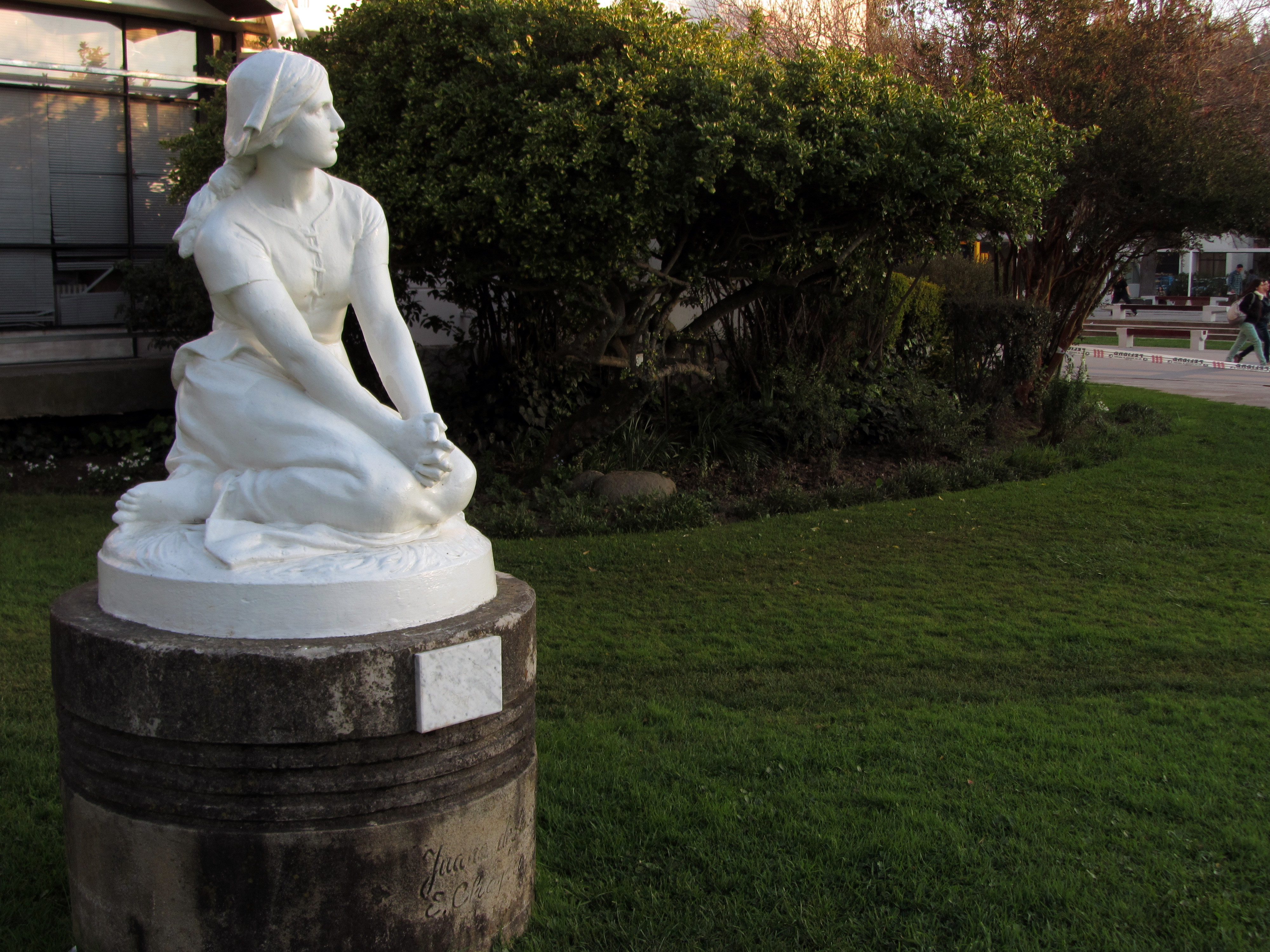
Escultura en uno de los jardines del campus. Juana de Arco, del artista E. Chapu.
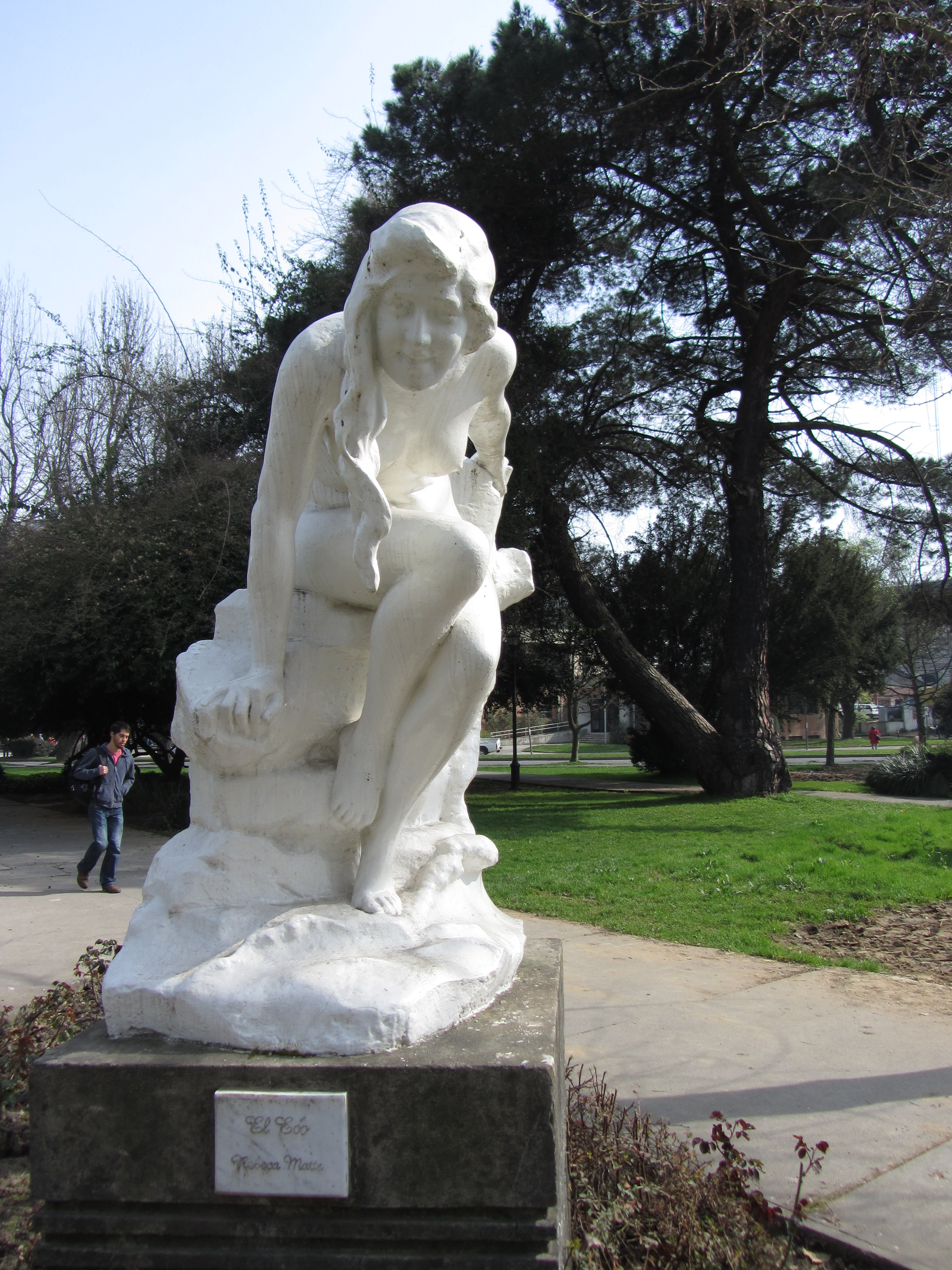
Réplica de El Eco de Rebeca Matte.
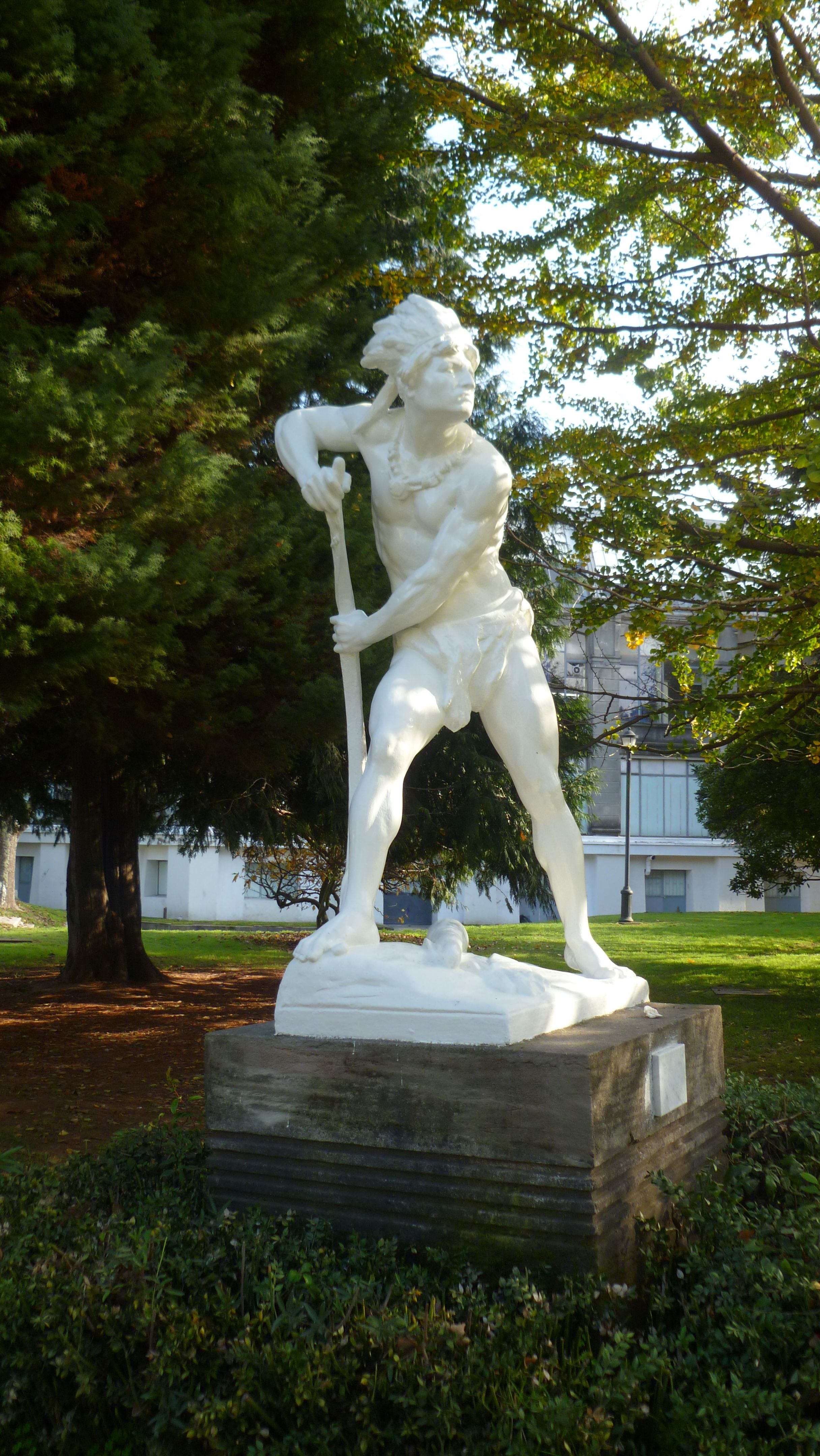
Estatua de Caupolicán.
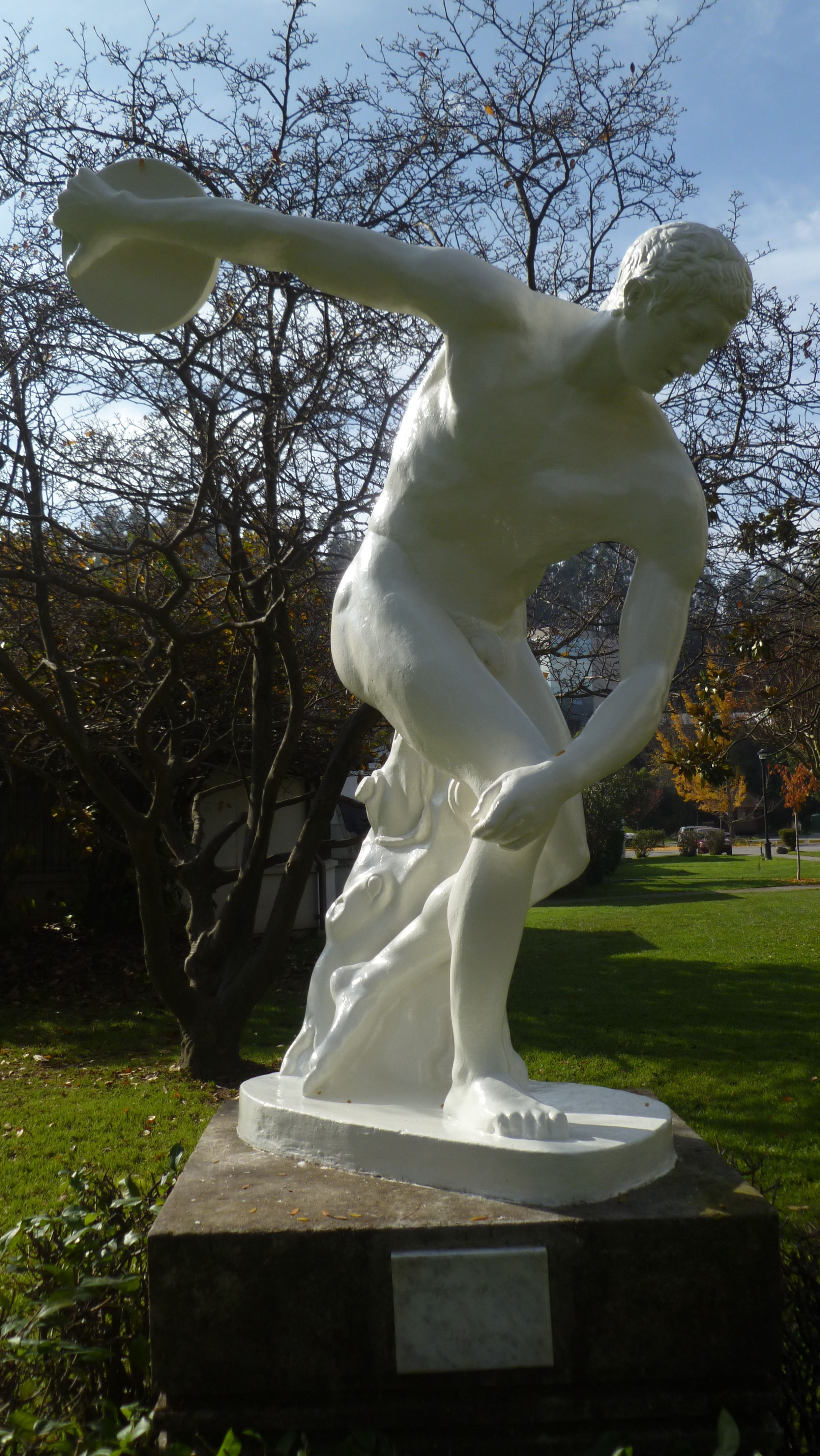
Réplica del Discóbolo.

## Foro

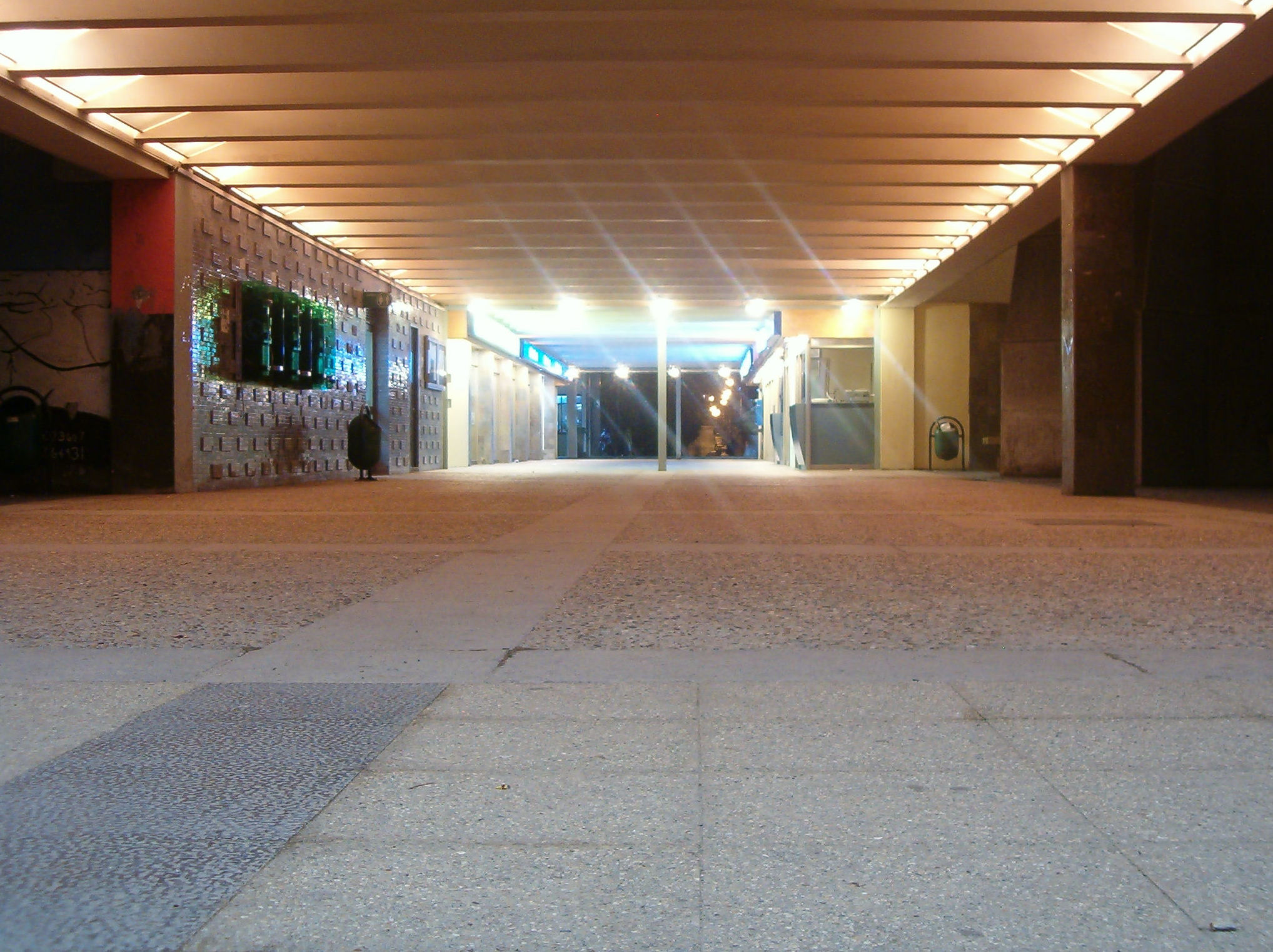
Bulevar del foro de la Universidad de Concepción.

El Foro funciona como un teatro al aire libre, y se sitúa entre el Arco y la Biblioteca central. En él se ubica el Campanil, sobre una serie de escaleras que ascienden por el frente y por detrás de la entrada principal a la Universidad. Bajo estas escaleras se accede al «ombligo», una pequeña galería techada que actúa como bulevar comercial y pasillo de conexión entre ambos costados. Las escaleras traseras también actúan como galerías de asientos que apuntan al escenario principal, conformado por la Plaza Hundida del Foro. En esta Plaza se encuentran un espejo de agua, un mural de cerámicos diseñado por Roberto Goycoolea (creador de la Biblioteca y Premio Nacional de Arquitectura 1995) y la escultura Homenaje al espíritu de los fundadores de la Universidad de Concepción, creada por Samuel Román Rojas (Premio Nacional de Arte 1964).
El diseño del foro fue propuesto por el arquitecto y urbanista Emilio Duhart entre 1957 y 1958, en un plan regulador solicitado por el rector recién asumido David Stitchkin. El proyecto es presentado al Directorio y aceptado por este, siendo así el foro un espacio elevado que sostiene al campanil de la Universidad en el centro, que hacia el norte muestra las edificaciones más antiguas de la Universidad, y que hacia el sur muestra lo que en esos años correspondería a la segunda etapa de ampliación del campus.

## Campanil

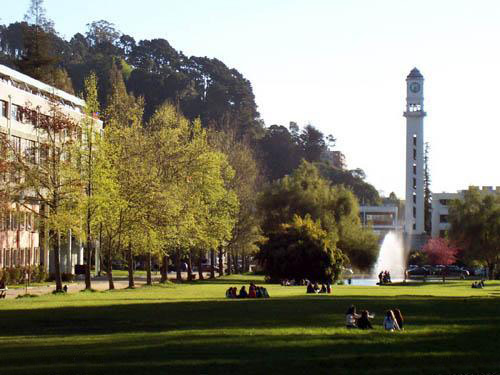
El Campanil detrás de la Laguna de los Patos.

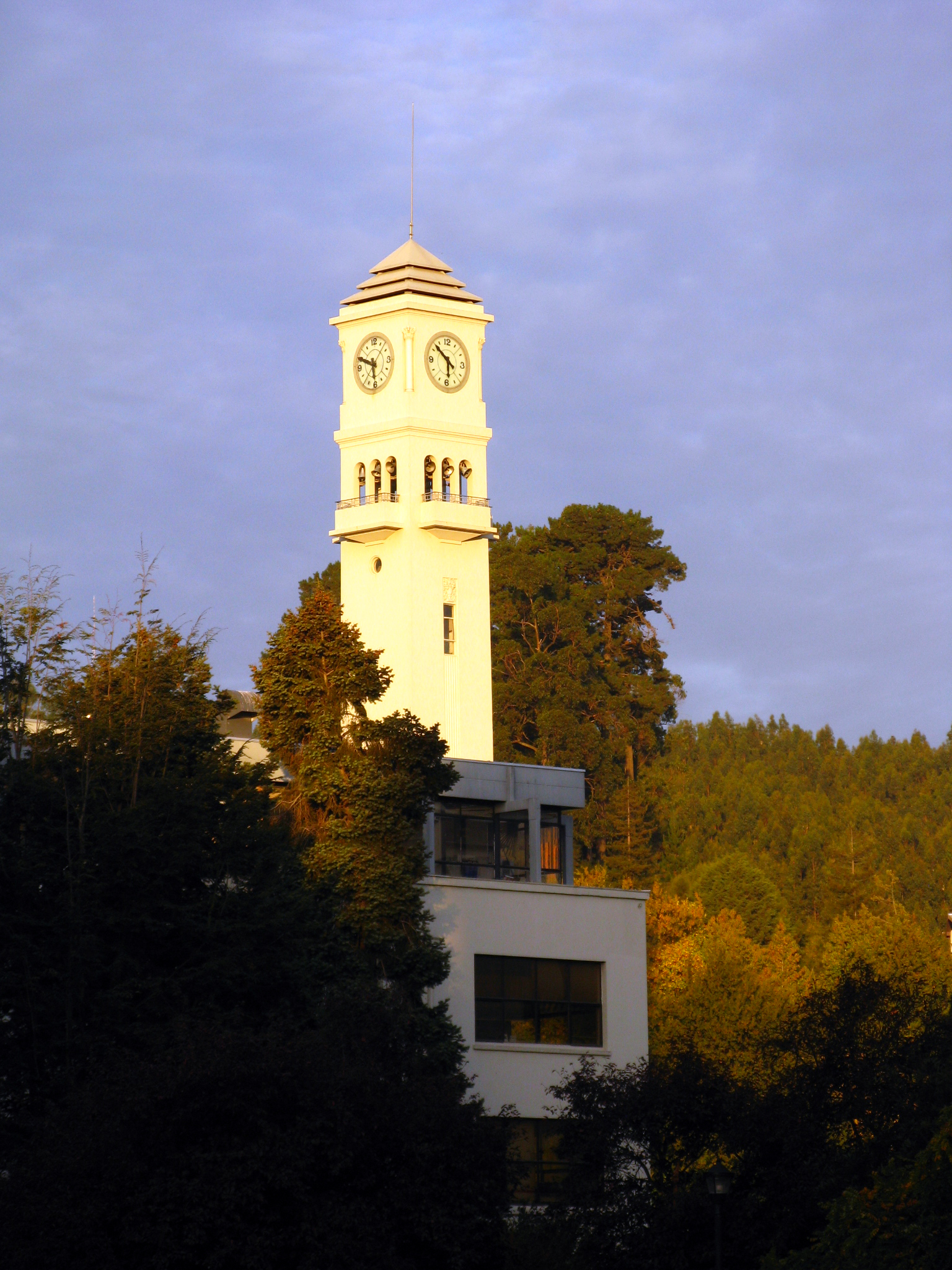
El Campanil de la Universidad de Concepción.

El Campanil de la UdeC es un símbolo de la universidad y de la ciudad. Fue construido en 1943 por iniciativa de Enrique Molina Garmendia (fundador de este centro de estudios en 1919), inspirado en la Torre Sather de la Universidad de California en Berkeley.	
Se terminó de construir en 1943 con un costo de $994 630 pesos de la época, y fue inaugurado a principios de 1944. Al principio se permitió el ingreso de personas al Campanil para que subieran al balcón de este, pero luego esta medida no se implementó más buscando la máxima preservación del edificio.

## Laguna Los Patos y criadero de animales

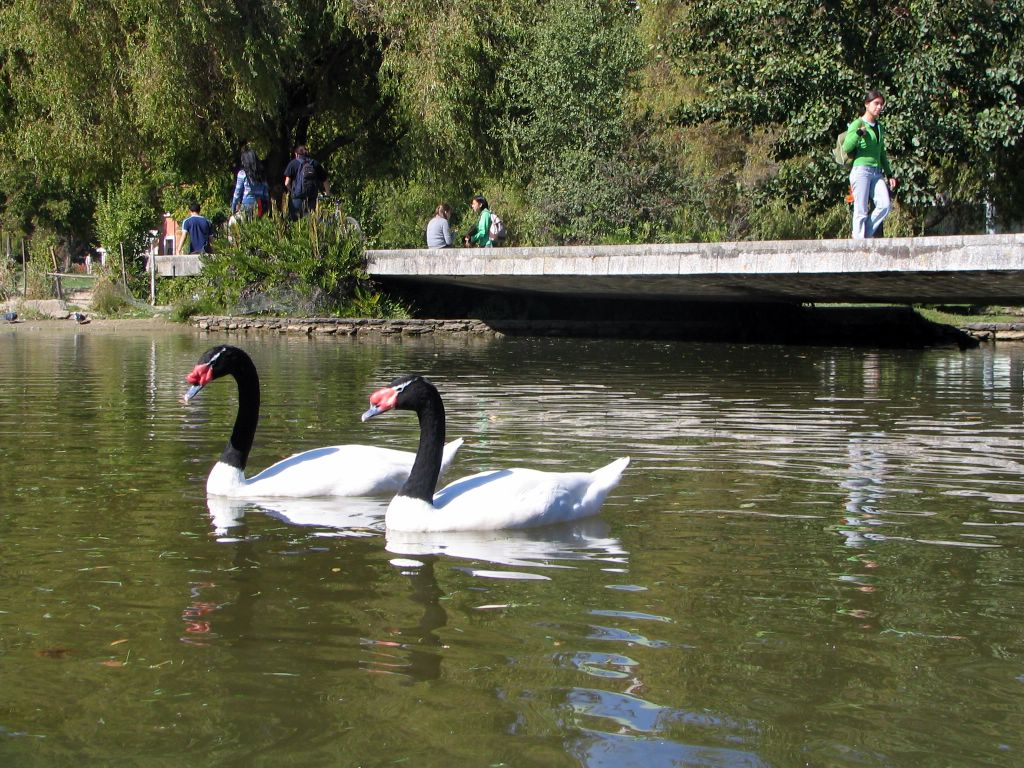
El puente de la Laguna Los Patos, que conecta los prados frente a la Facultad de Ciencias Físicas y Matemáticas con el costado del Foro.

La Laguna Los Patos es una pequeña laguna artificial que se caracteriza por su variedad de patos y la presencia permanente de cisnes de cuello negro. Originalmente se trataba de un espejo natural, que por iniciativa del arquitecto Gonzalo Rudolphy en su proyecto llamado Estudio de Remodelación del Campus Universitario, fue modificado en la década de 1960, durante la rectoría de Ignacio González Ginouvés, para alcanzar su tamaño actual. Este proyecto de Rudolphy incluyó varios otros cambios, que acabaron modificando el plano regulador del Campus. Entre los cambios más visibles, y que permitieron la ampliación de la laguna, se encontraba la eliminación de las calles interiores del Campus, así como el desvío del tránsito vehicular hacia el exterior del barrio universitario.
Se sitúa a un costado del Foro, cruzando la pequeña calle llamada Avenida Augusto Rivera Parga que comienza en la Casa del Deporte. La laguna es cruzada por un pequeño puente que da a un prado que acaba en las faldas de un cerro. Frente a dicha área verde se ubican la Facultad de Ciencias Físicas y Matemáticas y los comedores de la Universidad. Según el Decano de la Facultad de Arquitectura, Urbanismo Y Geografía en 2012, Ricardo Utz, la Laguna Los Patos es un símbolo natural del inicio del segundo eje urbanístico de la Universidad de Concepción, el cual es perpendicular al eje central, que inicia en el Arco Universidad de Concepción y acaba en la Biblioteca Central. Es además un ícono paisajista universitario y penquista, muy frecuentado por los novios para sacarse fotografías de matrimonio.
Finalizando estos prados también se encontraba un criadero de pudúes, donde actualmente se realiza un proyecto de reproducción y cría de Ranitas de Darwin.
El número de aves de la Laguna Los Patos suele rodear la veintena, y entre las especies de patos que pueden encontrarse están los malares enanos, patos carolinos, patos negros, porrones colorados, porrones bastardos, gargantillos, caiquenes, taguas, patos reales y jergones.

## Biblioteca Central y alrededores

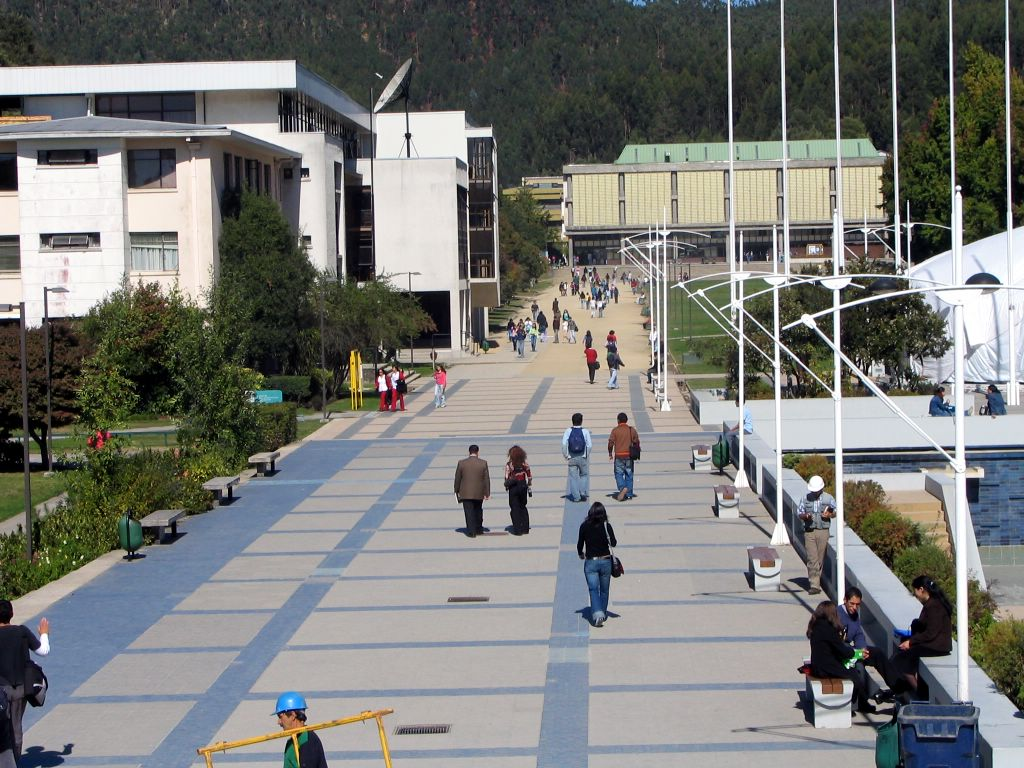
Una de las calles principales del campus. A la derecha está el foro, y al fondo se visualiza la Biblioteca Central.

La Biblioteca Central de la Universidad, cuyo nombre oficial es Biblioteca Luis David Cruz Ocampo, se encuentra en uno de los edificios más revolucionarios arquitectónicamente de todo el sector. Esta es una de las bibliotecas universitarias más completas y ricas de todo el país.
Cerca de la biblioteca se encuentra el edificio de aulas llamado Edificio Salvador Gálvez, conocido como El Plato, por su forma de cilindro con el techo hundido. En el primer nivel se emplazan un casino, los servicios sanitarios y dos aulas (7 y 8) y en su segundo piso las aulas 1, 2, 3, 4, 5 y 6, siendo esta última y la 3 las más grandes, con una capacidad aproximada de 250 alumnos cada una. En las cercanías de este lugar se emplazan además el edificio del Centro de Formación y Recursos Didácticos (CFRD), la cancha de hockey, y los Gimnasios C y D, dependientes del Departamento de Educación Física, además cercano a estos últimos se encuentra una cancha de fútbol, de pasto sintético, inaugurada en diciembre de 2007, que es utilizada por los estudiantes que compiten en la Liga de Fútbol Interfacultades, además de la Selección Universitaria y el equipo profesional Club Deportivo Universidad de Concepción, para sus entrenamientos, así como para algunos partidos de la rama femenina del club, y para sus divisiones inferiores.

## Casa del Deporte

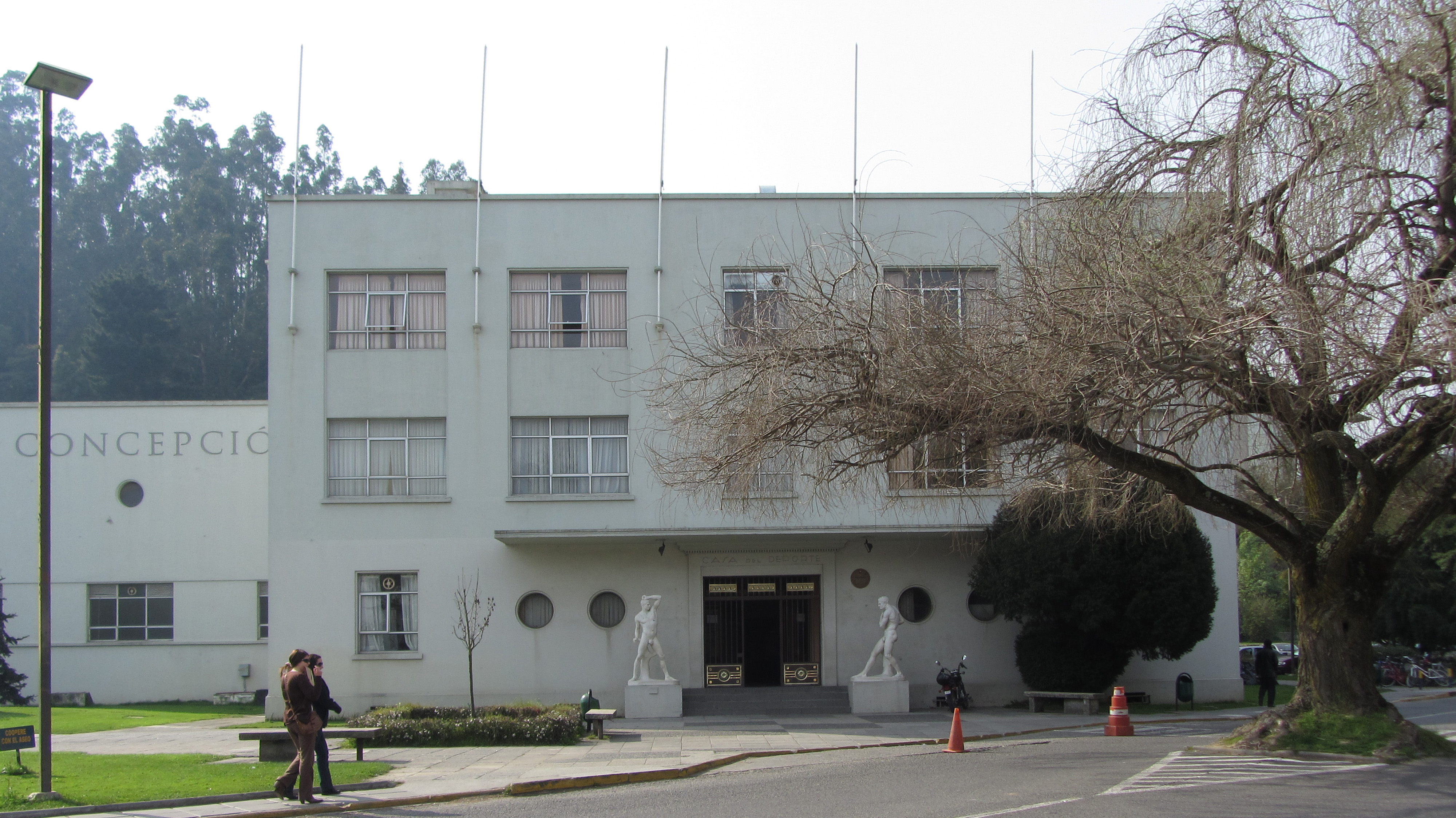
Frontis de la Casa del Deporte en 2012.

La Casa del Deporte es un edificio patrimonial de la ciudad de Concepción, y principal recinto deportivo cerrado de la Universidad de Concepción. Desde su inauguración junto con el Campanil a principios de 1944, ha estado destinado para la práctica del deporte, especialmente del básquetbol, siendo la sede del Club Deportivo Universidad de Concepción.
Su ubicación en el perímetro del campus, un poco diagonal al resto de edificaciones vecinas, se debe a que por fuera de ella pasaba la antigua extensión de la Calle Víctor Lamas en su conexión con la calle Roosevelt. Actualmente frente a la Casa del Deporte pasa una calle llamada Avenida Augusto Rivera Parga, que constituye uno de los principales accesos vehiculares al campus. Un poco más hacia la periferia del campus, por la calle Roosevelt, se ubica la Facultad de Odontología de la universidad.
En el primer piso además cuenta con un casino de alimentos, mientras que en su segundo nivel además se realizan actividades extraprogramáticas.